# Otão I de Baden-Hachberg
Otão I de Baden-Hachberg (em alemão:  Otto I. von Baden-Hachberg; † Sempach, 9 de julho de 1386) foi um nobre alemão pertencente à Casa de Zähringen, que foi Marquês de Baden-Hachberg de 1369 até à sua morte.

## Biografia

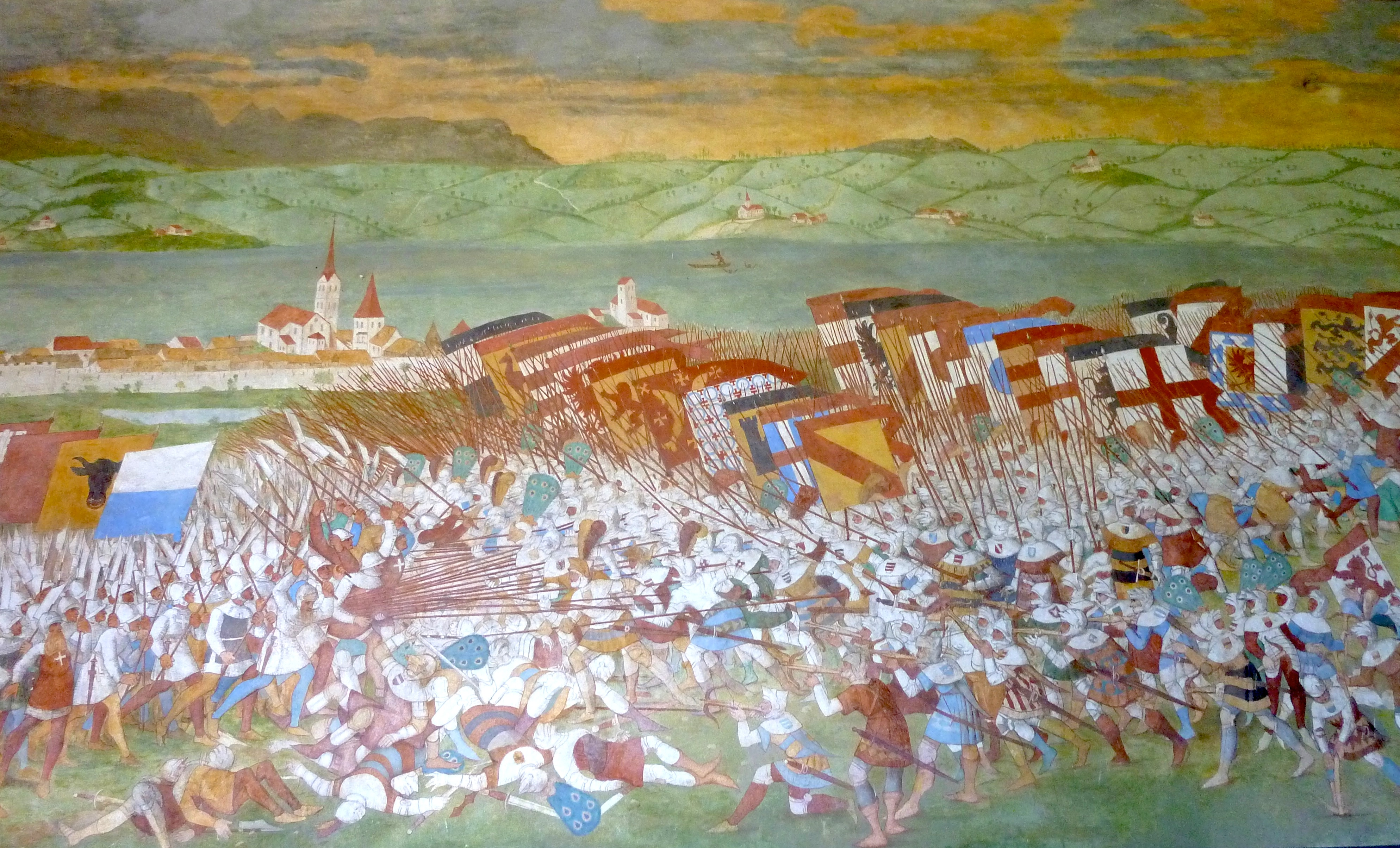
Imagem da capela de Sempach — pode-se distinguir em primeiro plano a bandeira de Otão I (banda vermelha em fundo de ouro).

Otão foi o filho mais velho e herdeiro de Henrique IV de Baden-Hachberg e de Ana de Üsenberg. Sucedeu a seu pai como Marquês de Baden-Hachberg em 1369. O seu pai havia hipotecdo em 11 de junho de 1356 o castelo de e a Senhoria de Hachberg a João Malterer. Ao mesmo tempo, Otão ficou noivo da filha, Isabel Malterer. Otão pode, assim, recuperar a posse do castelo e da senhoria.
No entanto, Otão vem a morrer na batalha de Sempach, a 9 de julho de 1386, travada contra os Habsburgos. Após a sua morte, os seus dois irmãos mais novos, João e Hesso, sucedem-lhe conjuntamente na Marca de Baden-Hachberg.